# مارك كيلوغ
مارك كيلوغ (بالإنجليزية: Mark Kellogg)‏ هو صحفي أمريكي، ولد في 31 مارس 1831 في برايتون في كندا، وتوفي في 25 يونيو 1876 في مقاطعة بيغ هورن في الولايات المتحدة بسبب قتل في المعركة.